# الشركة العالمية لقناة السويس البحرية
الشركة العالمية لقناة السويس البحرية، (بالفرنسية: Compagnie universelle du canal maritime de Suez)‏، هي شركة مساهمة عامة، تأسست عام 1859 بعد منح والي مصر الخديوي محمد سعيد باشا عام 1856 المهندس الفرنسي فرديناند دي لسبس الامتياز الثاني لحفر قناة السويس.
ونص الامتياز عن منح دي لسبس امتيازا لحفر، وتشغيل قناة بحرية، تربط بين البحر الأحمر والبحر الأبيض المتوسط، مدته 99 عاما تبدأ من تاريخ فتح القناة للملاحة البحرية وذلك مقابل ان يكون للحكومة المصرية 15% من ارباح القناة.
وسرعان ما أسس فرديناند دي لسبس الشركة العالمية لقناة السويس البحرية برأسمال 200 مليون فرنك فرنسي موزعة على 400 ألف سهم قيمة السهم الواحد 500 فرنك، وطرحت اسهم الشركة في الاسواق الدولية في نوفمبر 1858 اكتتب الفرنسيون بنحو 207,111 سهم ما يعادل نصف الاسهم فيما اكتتب الخديوي بنحو 177,642 سهم وتوزعت باقي الاسهم المكتتبة في الاسواق الدولية 